# Kukharenkoïta-(Ce)
La kukharenkoïta-(Ce) és un mineral de la classe dels carbonats. Rep el seu nom del professor Alexander A. Kukharenko (1914-1993), del departament de mineralogia de la Universitat de St. Petersburg (Rússia).

## Característiques
La kukharenkoïta-(Ce) és un carbonat de fórmula química Ba₂Ce(CO₃)₃F. Cristal·litza en el sistema monoclínic. Els cristalls són en forma de plaques o prismàtics, de fins a 1 mil·límetre; típicament es troba de forma dendrítica, reticulada, estelada o en agregats fibrosos; també massiva de gra fi. La seva duresa a l'escala de Mohs és 4,5.
Segons la classificació de Nickel-Strunz, la kukharenkoïta-(Ce) pertany a «05.BD: Carbonats amb anions addicionals, sense H₂O, amb elements de terres rares (REE)» juntament amb els següents minerals: cordilita-(Ce), lukechangita-(Ce), zhonghuacerita-(Ce), kukharenkoïta-(La), cebaïta-(Ce), cebaïta-(Nd), arisita-(Ce), arisita-(La), bastnäsita-(Ce), bastnäsita-(La), bastnäsita-(Y), hidroxilbastnäsita-(Ce), hidroxilbastnäsita-(Nd), hidroxilbastnäsita-(La), parisita-(Ce), parisita-(Nd), röntgenita-(Ce), sinquisita-(Ce), sinquisita-(Nd), sinquisita-(Y), thorbastnäsita, bastnäsita-(Nd), horvathita-(Y), qaqarssukita-(Ce) i huanghoïta-(Ce).

## Formació i jaciments
La kukharenkoïta-(Ce) ha estat trobada a diversos indrets del Canadà i Rússia, on té quatre localitats tipus, dos a cada país: les pedreres Poudrette i Demix-Varennes, ambdues al Quebec (Canadà), i la mina d'apatita de Kirovskii i el massís alcalí ultrabàsic de Vuoriyarvi, tots dos indrets a l'óblast de Múrmansk (Rússia).